# NGC 4572
NGC 4572 is een spiraalvormig sterrenstelsel in het sterrenbeeld Draak. Het hemelobject werd op 10 december 1797 ontdekt door de Duits-Britse astronoom William Herschel.

## Synoniemen
- UGC 7775
- MCG 12-12-12
- ZWG 352.37
- PGC 41991